# Tenuiphantes aduncus
Tenuiphantes aduncus là một loài nhện trong họ Linyphiidae. Chúng được miêu tả năm 1986 bởi Zhu, Li & Sha.